# 라인강 상류 관구

16세기 시작 무렵의 라인 강 상류 관구

라인강 상류 관구(Oberrheinischer Reichskreis)는 옛 상 로렌 공국 영역과 슈바벤, 알자스 지방, 사보이아의 부르군트 지역을 포함한 라인프랑켄의 상당 지역에 1500년에 세워진 신성 로마 제국의 제국 관구이다.
라인강 서부에 있는 관구의 많은 국가들은 17세기 기간에 1678/79년 네이메헌 조약에 의해서, 루이 14세 통치하의 프랑스에 합병되었다.

## 구성
라인 강 상류 관구는 다음의 국가들로 이뤄졌다:
| 명칭                         | 정부 유형      | 참고 |
| ---------------------------- | -------------- | --- |
| 바르                         | 공국           | 1483년 이래로 로렌과 합쳐져 있었다. |
| 바젤                         | 주교후국       | 아우구스타 라우리카의 옛 교구의 후신으로서 8세기에 세워졌으며, 1000년 쯤에 부르군트 왕국으로부터 독립을 얻었고, 1527년부터 포렌트루이(프룬트루트)에 위치했다.                                                  |
| 브레트첸하임                 | 영주령         | 쾰른이 소유했었으며, 1772년에 바이에른의 칼 테어도어의 사생아 하이데크(Heydeck)의 칼 아우구스트 백작에게 주어졌고, 1774년에 제국 백작령, 1789년에는 대공령이 되었다.                                           |
| 콜마르                       | 제국도시       | 1226년에 호엔슈타우펜의 프리드리히 2세에게서 제국 자유령을 얻었고, 1354년 이래로 데카폴의 가맹국이었다. |
| 닥슈툴                       | 영주령         | 플렉켄슈타인의 영주가 소유했으며, 1697년에 오에팅겐발러슈타인 가문이 획득했다. |
| 팔켄슈타인                   | 영주령         | 1456년 이래로 다운의 백작들이 소유했으며, 1518년에 백국으로 승격하였고, 1667년에 로렌에게 넘어갔으며, 1782년에 외지 외스터라이히 행정 구역으로 편입되었다.                                                     |
| 프랑크푸르트암마인           | 제국도시       | 1220년 이래로 제국 자유령을 얻었으며, 1356년의 금인칙서에 따라 신성 로마 제국의 황제 선거가 열리던 곳이다. |
| 프리트베르크                 | 제국도시       | 1252년 이래로 제국 자유령을 얻었다. |
| 풀다                         | 대수도원장후국 | 744년에 성 보니파시오가 세웠으며, 1220년에 신성 로마 제국 황제 프리드리히 2세가 제국 자유령을 내려주었고, 1752년에 영주 주교국으로 성장한다.                                                                   |
| 아그노                       | 제국도시       | 1260년 이래로 제국 도시 지위를 가졌으며, 1354년 이래로 데카폴의 수도였다. |
| 하나우리히텐베르크           | 백국           | 1456년에 하나우바벤하우젠으로서 하나우 백국에서 분할되었으며, 1474년에 리히텐베르크 영주권을 상속하였고, 1736년에 헤센다름슈타트의 소유가 되었다.                                                              |
| 하나우뮌첸부르크             | 백국           | 1456년에 하나우 백국에서 분할되었으며, 1642년에 하나우리히텐베르크와 재통합되었고, 1736년에 헤센카젤의 소유가 되었다.                                                                                          |
| 힌터스하임                   | 후국           | 1272년 이래로 구호기사단의 소유였으며, 1548년에 신성 로마 제국 황제 카를 5세에게서 제국 자유령을 부여받았다.                                                                                                   |
| 헤르스펠트                   | 대수도원령     | 736년에 성 슈투룸이 세웠으며, 775년에 샤를마뉴에게서 제국 자유령을 부여받았고, 1648년 베스트팔렌 조약으로 대공국으로서 세속화되었고, 헤센카젤의 소유가 되었다.                                                 |
| 헤센                         | 방백국         | 1247년에 튀링겐 계승 전쟁 이후 카셀에 세워졌으며, 1567년에 헤센 방백 필립 1세의 사망으로 분열되었다. |
| 헤센카젤                     | 방백국         | 1567년에 헤센에서 분열되었으며, 1803년에 헤센 선제후국이 되었다. |
| 헤센라인펠스                 | 방백국         | 옛 카체넬른보겐 백국과 라인펠스 성을 포함한 지역으로 1567년에 헤센에서 분열되었으며, 1583년에 가계가 단절되었고, 헤센카젤의 소유가 되었다.                                                                     |
| 헤센다름슈타트               | 방백국         | 1567년에 헤센에서 분열되었으며, 1806년에 헤센 대공국이 되었다. |
| 헤센마르부르크               | 방백국         | 1567년에 헤센에서 분열되었으며, 1604년에 가계가 단절되었고, 헤센다름슈타트에 합병되었다. |
| 헤센홈부르크                 | 방백국         | 1622년에 헤센다름슈타트의 방계 가문이며, 1768년에 제국 자유령을 얻었다. |
| 이젠부르크뷔딩겐비어슈타인   | 백국           | 이젠부르크 백국의 일부로 1511년에 세워졌으며, 1628년에 다시 분열되었다. |
| 이젠부르크비어슈타인         | 백국           | 1628년에 이젠부르크뷔딩겐비어슈타인에서 분열되었으며, 1644년에 이젠부르크오펜바흐에 흡수되었다가, 1711년에 복원되었으며, 1744년에 대공국으로 성장했다.                                                         |
| 이젠부르크뷔딩겐             | 백국           | 1628년에 이젠부르크뷔딩겐비어슈타인에서 분열되었다. |
| 이젠부르크메르홀츠           | 백국           | 1673년 이젠부르크뷔딩겐에서 분열되었다. |
| 이젠부르크베히터스바흐       | 백국           | 1673년 이젠부르크뷔딩겐에서 분열되었다. |
| 카이저베르크                 | 제국도시       | 1354년 이래로 데카폴의 일부였다. |
| 쾨니히슈타인                 | 백국           | 엡슈타인의 영주들이 소유했으며, 1505년에 신성 로마 제국 황제 합스부르크의 막시밀리안 1세가 제국 백작으로 승격시켜주었고, 1535년에 슈톨베르크가 상속했으며, 1581년에 마인츠에게 포위를 당하기도 했다.           |
| 크리힝겐                     | 백국           | 크레아뉴 인근 옛 로렌의 영지이며, 1617년에 제국백작으로 승격했고, 1697년부터 오스트프리슬란트의 대공들이 소유했으며, 1726년에 비드룬켈에 넘어간다.                                                             |
| 란다우                       | 제국 도시      | 1291년에 합스부르크의 루돌프 1세에게 제국 자유령을 부여받았으며, 1324년에 슈파이어 주교의 포위를 당했었고, 1511년에 신성 로마 제국의 황제 막시밀리안 1세에 의해 복원되었으며, 1521년에 데카폴에 가맹했다.      |
| 라이닌겐베스테르부르크       | 백국           | 1317년 이래로 옛 라이닝겐 백국에서 분리되었으며, 467년에 베스터부르크의 영주가 상속하였다. |
| 라이닌겐다크스부르크         | 백국           | 1317년 이래로 옛 라이닝겐 백국에서 분리되었으며, 1779년에 대공령으로 성장했다. |
| 로트링겐                     | 공국           | 옛 상 로타링기아 왕국이며, 1431년에 바르의 백작 르네 당주가 획득했으며, 1735년에 프란츠 1세가 토스카나 대공국을 대신하여 로렌을 교환하였고, 1766년에 프랑스에 합병되었다.                                      |
| 멘스펠덴                     | 영주령         | 트리어와 나사우의 공동 공동통치령이었다. |
| 메츠                         | 주교후국       | 535년에 세워졌으며, 1357년에 룩셈부르크의 카를 4세가 제국 자유령을 승인하였고, 1552년에 프랑스의 앙리 2세가 점령했었으며, 1648년 베스트팔렌 조약으로 프랑스의 삼 주교국의 일부가 되었다.                       |
| 메츠                         | 제국도시       | 1189년 이래로 제국 도시 지위를 유지했으며, 1552년에 프랑스의 앙리 2세가 점령했다. |
| 뮐루즈                       | 제국도시       | 1268년 이래로 제국 도시 지위를 유지했으며, 1354년 이래로 데카폴의 가맹국이였고, 1515년에 스위스 연방에 가입했었으며, 1798년에 프랑스에 합병되었다.                                                             |
| 묑스테르                     | 제국도시       | 1235년에 신성 로마 제국의 황제 호엔슈타우펜의 프리드리히 2세에게서 제국 자유령을 부여받았고, 1354년 이래로 데카폴 가맹국이었다.                                                                                |
| 나사우바일부르크             | 백국           | 1688년에 후국이 되었고, 1806년부터 나사우에 합병되었다. |
| 나사우이츠타인               | 백국           | 1627년에 나사우바일부르크에서 분리되었으며, 1721년에 나사우오트바일러의 소유가 됐다. |
| 나사우자르브뤼켄             | 백국           | 1381년에 세워졌으며, 1723년에 나사우오트바일러의 소유가 됐다. |
| 나사우오트바일러             | 백국           | 1627년에 나사우자르브뤼켄에서 분리되었으며, 1728년에 나사우우징겐의 소유가 됐다. |
| 나사우우징겐                 | 백국           | 1659년에 나사우자르브뤼켄에서 분리되었으며, 1688년에 후국으로 성장, 1806년에 나사우의 일부가 됐다. |
| 노메니                       | 변경백국       | 1548년까지 메츠 주교령이 소유했으며, 1567년에 막시밀리안 2세가 변경백령으로 세웠고, 1612년에 로렌의 소유가 되었다.                                                                                             |
| 오베르네                     | 제국도시       | 1240년 이래로 제국 도시 지위를 유지했으며, 1354년 이래로 데카폴의 가맹국이였고, 1679년에 프랑스에 합병됐다. |
| 오덴하임                     | 사제장후국     | 1122년에 수도원이 세워졌으며, 1494년 이래로 의전사제들의 제국 대학(제국교회령)이었고, 1507년에 브루흐살로 옮겼다.                                                                                              |
| 올브뤼크                     | 영주령         | 본래 비트가 소유했었던 니더뒤렌바흐 인근 올브뤼크 주변 영역이다. |
| 팔츠짐머른                   | 후국           | 1410년 팔츠 선제후국에서 분리되었으며, 1685년에 팔츠노이부르크가 상속하였다. |
| 팔츠라우테른                 | 후국           | 1577년에 팔츠짐머른에서 분리되었다. |
| 팔츠츠바이브뤼켄             | 후국           | 옛 츠바이브뤼켄 백국이며, 1459년까지 팔츠짐머른가 동군연합이였고, 1734년에 팔츠비르켄펠트의 소유가 됐다. |
| 팔츠펠덴츠                   | 후국           | 옛 펠덴츠 백국이며, 1444년에 팔츠츠바이브뤼켄이 상속했다. |
| 프륌                         | 수도원령       | 752년에 단신왕 피핀이 재건하였으며, 1222년에 신성 로마 제국의 황제 호엔슈타우펜의 프리드리히 2세에게서 제국 자유령을 부여받았고, 1576년부터 트리어의 관리를 받았다.                                            |
| 라이폴츠키르헨               | 영주령         | 1300년 이래로 존재했었다. |
| 로하임                       | 제국도시       | 1303년 이래로 제국 도시 지위를 유지했으며, 1354년부터 데카폴 가맹국이었고, 1679년에 프랑스에 합병되었다. |
| 삼                           | 백국           | 1165년 이래로 상 삼 지역에 위치했으며, 1475년 이래로 빌트 라인백이 많은 영역을 소유했고 1499년에 분리되었으며, 분할되고 남은 영역은 1600년까지 로렌에 속했다.                                                  |
| 삼다운                       | 백국           | 1499년 이래로 삼에서 분리되었으며, 1750년에 가계가 단절되었고, 삼그룸바흐가 상속하였다. |
| 삼그룸바흐                   | 백국           | 1561년에 삼다운에서 분리되었고, 1801년에 프랑스에 합병되었다. |
| 삼슈타인그레바일러           | 백국           | 1668년에 삼그룹바흐에서 분리되었다. |
| 삼삼                         | 백국           | 1574년에 삼다운에서 분리되었으며, 1623년부터 대공 지위를 가졌고, 1802년부터 삼 대공령에 속했다. |
| 삼키르부르크                 | 백국           | 1499년부터 삼에서 분리되었으며, 키른에 위치했고, 1743년부터 대공 지위를 가졌고, 1802년부터 삼 대공령에 속했다.                                                                                                 |
| 사보이아                     | 공국           | 1032년에 신성 로마 제국의 황제 콘라트 2세가 아를 왕국의 일부인 옛 백국을 상속했으며, 1361년에 신성 로마 제국의 황제 카를 4세가 제국 자유령을 부여하였고, 1416년에 공국, 1720년에는 사르데냐 왕국으로 성장했다. |
| 자인비트겐슈타인             | 백국           | 소펜하임 가문의 방계인 자인의 옛 백작들은 1361년에 비트겐슈타인 백국을 차지했고, 1607년에 분리되었다. |
| 자인비트겐슈타인베를레부르크 | 백국           | 1607년부터 자인비트겐슈타인에서 분리되었다. |
| 자인비트겐슈타인비트겐슈타인 | 백국           | 1607년부터 자인비트겐슈타인에서 분리되었으며, 1657년부터 자인비트겐호엔슈타인에 속했다. |
| 셀레스타                     | 제국도시       | 1216년에 호엔슈타우펜의 프리드리히 2세에게 제국 자유령을 부여받았고, 1354년 이래로 데카폴 가맹국이었다. |
| 졸름스브라운펠스             | 백국           | 1258년 이래로 졸름스에서 분리되었으며, 1742년에 대공령으로 성장했다. |
| 졸름스리히                   | 백국           | 1409년 이래로 졸름스(졸름스브라운펠스)의 일부였으며, 1544년부터 졸름스호엔졸름스리히에 속했고, 1792년에 대공령으로 성장했다.                                                                                   |
| 졸름스라우바흐               | 백국           | 1544년부터 졸름스리히의 일부였다. |
| 졸름스뢰델하임               | 백국           | 1607년부터 졸름스라우바흐에서 분리되었고, 1635년부터는 졸름스로델하임아센하임에서 분리되었다. |
| 슈파이어                     | 주교후국       | 614년 이전에 세워졌으며, 969년에 신성 로마 제국의 황제 오토 1세에게서 제국 자유령을 부여받았다. |
| 슈파이어                     | 제국도시       | 1294년에 슈파이어 주교들에게서 도시 권리를 인정받았으며, 슈파이어 의회 (슈파이어 대항의)를 포함한 50여 차례의 신성 로마 제국 의회가 열린 곳이다.                                                               |
| 슈폰하임                     | 백국           | 11세기 슈폰하임 가문에 의해 세워졌으며, 1437년 이래로 바덴 변경백과 팔츠짐머른 가문의 소유하에 들어갔다. |
| 스트라스부르                 | 주교후국       | 4세기에 세워졌으며, 982년 이래 영주 주교령이다. |
| 스트라스부르                 | 제국도시       | 1262년 이래로 제국 자유 도시 지위를 유지했다. |
| 툴                           | 주교후국       | 365년에 성 만수에토가 세웠으며, 928년에 하인리히 1세가 제국 자유령을 부여하였고, 1552년에 프랑스의 앙리 2세에게 점령되었으며, 1648년 베스트팔렌 조약의 프랑스령 삼 주교령의 일부가 되었다.                     |
| 툴                           | 제국도시       | 13세기 이래로 제국 도시 지위를 유지했으며, 1552년에 프랑스의 앙리 2세가 점령하였다. |
| 투르크하임                   | 제국도시       | 1312년 이래로 제국 도시 지위를 유지했으며, 1354년 이래로 데카폴의 가맹국이었다. |
| 베르됭                       | 영주 ㅇ주교령  | 346년에 세워졌으며, 997년에 신성 로마 제국의 황제 오토 3세가 제국 자유령을 내려주었으며, 1552년에 프랑스의 앙리 2세에게 점령되었고, 1648년 베스트팔렌 조약의 프랑스령 삼 주교령의 일부가 되었다.               |
| 베르됭                       | 제국도시       | 12세기 이래로 제국 도시 지위를 유지했으며, 1552년에 프랑스의 앙리 2세가 점령하였다. |
| 발데크                       | 백국           | 1180년에 세워졌으며, '1379년에 룩셈부르크의 바츨라프 4세가 제국 자유령을 내려주었고, 1625년 이래로 발데크피르몬트에 속했다가, 1712년에 대공령으로 성장했다.                                                    |
| 바르텐베르크                 | 백국           | 1232년에 세워졌으며, 1428년에 리데젤 가문이 상속하였고, 1680년부터 남작령이 되었다. |
| 베테라우                     | 백국           | 950년 경에 세워졌으며, 1317년에 베터테거펠덴(Wetter-Tegerfelden) 백작의 소유가 되었다. |
| 비상부르                     | 제국도시       | 1306년 이래로 제국 자유 도시 지위를 유지했으며, 1354년 이래로 데카폴 가맹국이었고 1648년에 프랑스에 합병되었다.                                                                                                |
| 비상부르                     | 사제장후국     | 660년 경에 슈파이어 주교령에 의해 수도원이 세워졌으며, 967년에 신성 로마 제국의 황제 오토 2세가 제국 자유령을 내려주었으며, 1546년부터 다시 슈파이어가 소유했다.                                               |
| 베츨라어                     | 제국도시       | 1180년에 신성 로마 제국의 황제 프리드리히 1세가 제국 자유령을 내려주었다. |
| 발트그라페                   | 백국           | 12세기 이래로 라인백으로서 세워졌으며, 1409년에 키른부르크 황야백령을 상속했고, 1475년에 상 삼을 획득했다. |
| 보름스                       | 사제장후국     | 614년 경에 세워졌다. |
| 보름스                       | 제국도시       | 1184년에 신성 로마 제국의 황제 프리드리히 1세가 제국 자유령을 내려주었다. |